# L'affaire Dreyfus
L'affaire Dreyfus er en fransk stumfilm fra 1899 af Georges Méliès.